# Neoplasticisme
Neoplasticisme (fra  fr. néo-plasticisme, ned. nieuwe-beelding "ny gestaltning" "nyt billedsprog") er en kunstteori som omkring 1917 blev fremført af De Stijl, en gruppe kunstnere som forandrede æstetikken, blandt dem Piet Mondrian og Theo van Doesburg.
Et princip for gruppen var at kunsten skulle være helt og holdent abstrakt. De foreskrev brug af elementære former i kunsten, i særdeleshed kuber, vertikaler og horisontaler. Kun rette vinkler horisontalt eller vertikalt måtte anvendes, og farverne skulle være de enkle grundfarver rød, gul og blå med tillæg af hvidt, sort og gråt.
Piet Mondrian var inspireret af teosofien, og hans maleri var en søgen efter den orden som rådede bag "det for øjnene givne". De vertikale linjer kan tolkes som det teosofferne kalder det "maskulint konstruktive", og de horisontale som det "feminint passive". Derfor er det muligt at se hans maleri som en slags søgen efter balance og harmoni i dybere forstand.

## Galleri
| - Billede efter Mondrians grundprincip - Theo van Doesburg: Maleriets grundelementer, 1922 - Arkitekturanalyse af Theo van Doesburg, 1923 |